# Ankudinow
Ankudinow (russisch Анкудинов, englisch Ankudinov) ist ein russischer männlicher Familienname. 

## Namensträger
- Alexei Fjodorowitsch Ankudinow (1892–1983), sowjetisch-russischer Boxer; 1926 erster russischer Meister im Halbschwergewicht
- Andrei Jewgenjewitsch Ankudinow (* 1991), russischer Eishockeyspieler
- Gerassim Ankudinow (17. Jahrhundert), russischer Kosaken-Desjatnik und Polarforscher
- Michail Tichonowitsch Ankudinow (1905–1974), sowjetisch-russischer Generalleutnant